# Slot car

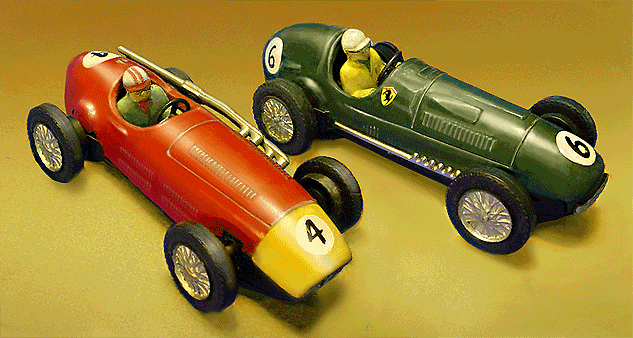
Due modellini Scalextric degli anni cinquanta.

Con il termine inglese slot car si identifica il particolare tipo di modellino di veicoli da utilizzare su piste elettriche.

## La storia
I primi esempi di autopiste e relativi modellini elettrici risalgono al secondo decennio del XX secolo e vennero presentati da un'azienda statunitense specializzata nel modellismo ferroviario, la Lionel Corporation.
La vera diffusione del fenomeno si ebbe però nel secondo dopoguerra, soprattutto in Inghilterra dove, dal 1957, cominciò ad affermarsi un'azienda in particolare, la Scalextric.
Per gli italiani invece la pista per antonomasia è sempre stata la Polistil (originariamente denominata Policar, con un marchio commerciale più specifico della generica Politoys).
Negli anni sessanta le piste elettriche e le relative slot car sono di moda. I modelli, dopo un primo momento di anarchia con dimensioni e scale diverse, si adattano alle dimensioni delle piste più diffuse: in 1:24 e in 1:32, destinati (in linea di massima) rispettivamente alle piste professionali ed a quelle casalinghe. Le slot car sono formate da un telaio, da un motore, da un pick up dotato di 'spazzole' che, strisciando sulla pista trasferiscono la corrente al motore, e da una carrozzeria. I telai sono delle più diverse fatture: dai più semplici in plastica per arrivare a quelli in alluminio stampato, in acciaio, in ottone, o in leghe leggere varie. Inizialmente erano diffusi i telai da montare con viti e dadi, ma poi si finì per gareggiare con telai pressofusi o tenuti insieme da saldature. I primi motori erano tutti rigorosamente Mabuchi, inizialmente 16D e 36D. Una grande novità fu l'arrivo in pista dei motori 26D, montati sulle Cox Cucaracha e Mini A, caratterizzati dall'essere una via di mezzo tra i due in produzione ma montati su un cuscinetto a sfera: negli anni sessanta e primi settanta, erano i più veloci di tutti. Le elaborazioni dei motori iniziarono contemporaneamente alle prime gare. Ogni appassionato aveva il suo motore segreto, ma la maggior parte facevano solo pochi giri e poi si arrestavano fumando o esplodevano.
La più comune delle elaborazioni prevedeva che si diminuisse il numero di spire dell'avvolgimento del motore elettrico, aumentando lo spessore del filo di rame. Pian pianino i motori diventarono sempre più veloci ed affidabili. Il Mabuchi, prodotto giapponese, divenne un mito in pista, era il Thunder D36: si parlava di circa 100.000 gr/min. Le case produttrici più famose dell'epoca d'oro furono Monogram, Cox, Revell. Rimasero nei sogni di tanti ragazzi degli anni sessanta le Monogram Ferrari GTO, le Cox Cheetah. Tornando alla tecnica, i motori venivano fissati al telaio mediante perni/dadi o fascette e trasferivano la loro potenza attraverso un asse fornito di pignone (da 7 a 12 denti) di natura diversa (ottone o acciaio). Il pignone era agganciato ad una corona montata al centro dell'asse delle ruote. I modellini potevano avere i motori in linea o trasversale (parallelo all'asse ruote posteriori), esistono anche altre configurazioni meno comuni, come la disposizione a 45° o la disposizione verticale. La soluzione trasversale ebbe risultati eccellenti ed ancora oggi viene adottata nei modelli da gara.
Dopo il successo mondiale dei grandi centri pubblici negli anni sessanta e la successiva repentina crisi, l'hobby si trasferisce all'ambito domestico con il grande successo commerciale delle autopiste giocattolo avvenuto negli anni settanta. La straordinaria espandibilità, antesignana della moderna tecnologia modulare, catapulta un gioco per bambini anche nel mondo dei grandi.
Negli anni ottanta, almeno in Italia, il movimento slottistico segue la crisi commerciale dei marchi principali, ma l'attività artigianale e modellistica si evolve inarrestabile, con scarsi risultati in termini di popolarità, ma con sorprendenti quanto inaspettate evoluzioni tecniche.
Dalla seconda metà degli anni novanta, grazie anche all'ingresso nel settore di molteplici nuove piccole aziende spagnole, l'attività commerciale lentamente riprende con incrementi a ritmo incoraggiante. Sin dai primi anni duemila nuovi marchi italiani si impongono sul mercato internazionale, prima come produttori di ricambi universali, poi come produttori di automodelli propri e pulsanti.

## Aspetti tecnici

Schema di funzionamento di base per una autopista elettrica senza freno.

Le prestazioni dei modelli in pista si controllano attraverso l'uso di pulsanti con i quali si regolano manualmente l'accelerazione e la frenata.
Le piste in commercio sono adatte ad un uso domestico ma gli appassionati di slot car tradizionalmente si riuniscono in club; costruiscono sia elaboratissimi tracciati, a volte addirittura riproducenti dei veri autodromi in scala, che modelli, a volte con finalità modellistica, altre volte solo per sviluppare la tecnica slottistica nella ricerca della prestazione massima.
A destra è rappresentato uno schema esemplificativo del circuito elettrico più semplice per una pista da slot car. La pista fa parte di un circuito elettrico; un trasformatore o un accumulatore elettrico forniscono la corrente continua (normalmente con tensione massima di 12 volt) necessaria al funzionamento dell'impianto, la tensione stessa viene regolata in modo continuo da una resistenza posta all'interno del comando manuale (il cosiddetto pulsante). La corrente passa attraverso due binari, annegati normalmente nella plastica nera della pista o incollati sulla superficie di legno, e viene raccolta da due spazzole in rame, poste sulla parte inferiore del modello, che la trasmettono al motore elettrico. In nota viene illustrato altrettanto schematicamente il metodo da seguire per poter effettuare il collegamento di un pulsante alle piste che vengono utilizzate attualmente per le competizioni italiane.

## Piste e Club

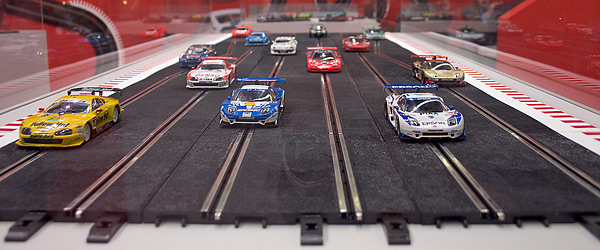
Carrellata di modellini di slot car su pista Ninco.

In Italia, nella mancanza più assoluta di centri pubblici (che in America esistono ancora), prosperano ormai numerosi club ed associazioni private.
Il più antico tra i club italiani, ancora attivo, risale al 1964: l'Electric Car Association, per tutti l'ECA Club, si trova a Torino, ha ben due sedi ed entrambe sono dotate di una pista Carrera in scala 1/24.
Il più grande impianto fisso in scala 1/32, è una Polistil, si trova a Soragna (PR) presso la sede dell'Ayrton Senna Slot Club, ha una lunghezza di 86 metri per complessive sei corsie.
Il più grande impianto fisso in 1/24, coincidenza, si trova poco distante, a Roncole Verdi presso Slot Up, si tratta di un cosiddetto "impianto professionale" in legno a otto corsie, lungo, secondo una stima (forse per difetto) dell'I.M.C.A., 56 metri, realizzato da Steve Ogilvie su disegni di Michel Thoumieu per ospitare i campionati mondiali ISRA a Ribera in Sicilia nel 2001 e che è stato trasferito ed utilizzato per ospitare nuovamente la medesima competizione mondiale, proprio a Soragna, anche nel 2006. Tutti gli impianti fissi in Italia sono piste analogiche, nessun club si è ancora dedicato stabilmente allo slot digitale che permette, tra l'altro, l'uso di più modelli sulla medesima corsia.

### Le piste a noleggio
Dalla metà degli anni 2000, a seguito del rilancio della produzione dei componenti per piste domestiche, non più di produzione italiana, sono attive diverse organizzazioni commerciali che offrono a pagamento servizi di noleggio piste, comprensivo eventualmente di trasporto, montaggio, gestione eventi, animazione, etc. L'attività trova spazio sia in eventi privati (familiari o aziendali), che parallelamente ad eventi sportivi presso autodromi o in prossimità di rally automobilistici, o anche fiere modellistiche o automobilistiche.

### Le Piste dell'American Model Raceways and Racing Congress
Nel 1962 nell'ambito della AMF, un'azienda americana tuttora leader nel campo degli impianti da bowling, viene istituito l'American Model Raceways and Racing Congress, al di là del nome dai toni istituzionali si trattava di una vera e propria nuova azienda che progettò e costruì piste elettriche professionali che ancora oggi sono attive in tutto il mondo.
All'American Model Raceways and Racing Congress si deve attribuire il merito di aver catalogato i principali tipi di tracciati professionali e di aver pubblicato un manuale nel quale vengono illustrate tutti le varie fasi e tutte le tecniche costruttive. I diversi tracciati vennero battezzati ciascuna con il colore che li caratterizzava e da un nome ispirato quasi sempre ai titoli della monarchia inglese.
- Blue "King" 150', la più famosa e diffusa pista professionale al mondo.
- Orange "Monarch" 100'
- Red "Imperial" 150' (è una variante della Blue King)
- Yellow 80'
- Black "Royal" (curve rialzate) 95' soprannominata "The Mini King"
- Black "Royal" (piatta) 90'
- Purple "Sovereign" 220' soprannominata "The Purple Mile" in Italia a Roma presso il club di Via Rubicone dal 1967 al 1969.
- American Green

## Pulsanti
Come detto, la funzione del comando manuale (impropriamente ma comunemente chiamato 'pulsante') è quella di regolare la velocità della slot-car in pista.
È singolare che quando, nel 1957, la Scalextric commercializzò la prima pista elettrica il pulsante non era ancora stato inventato. 
L'impianto era dotato di un marchingegno facilmente descrivibile come un elementare strumento da telegrafista, mediante il tasto si dava corrente al circuito, rilasciandolo la corrente veniva meno; non c'era alcuna possibilità di gradualizzare o proporzionare l'accelerazione. Oggi esistono comandi azionati tramite il pollice, o tramite il dito indice (con un movimento a 'pistola'). Questi ultimi sono oramai quelli più universalmente diffusi. Il secondo scopo del pulsante è quello di regolare la frenata, qualora la pista sia predisposta allo scopo, tramite la messa in corto circuito dei cavi di alimentazione della corsia che alimenta il motore del modello.
In ogni caso, la funzione principale del comando è quella di regolare la tensione che viene fornita al motore della macchinina: a questo scopo si utilizzano, nelle forme più economiche di pulsanti, resistenze variabili (reostati), o alternativamente circuiti elettronici a transistor o MOSFET. La regolazione dell'effetto frenante viene effettuata in modo analogo.
Si passa quindi da sistemi molto semplici ed economici, tuttora validi, a strumenti altamente evoluti con regolazione di frenata, curve di risposta programmabili e telemetria.

## Principali manifestazioni italiane
- Campionato Italiano: dal settembre 1967, con la vittoria di Gianfranco Fautario con una Cucaracha Cox "Assetto Pizzi" sulla pista montata all'interno del Museo dell'automobile dell'Autodromo di Monza[10], il Campionato Italiano costituisce l'evento agonistico più atteso dell'anno.

- Coppa Italia Slot ®: viene svolta dal 2005. Inizialmente era solo dedicata alle specialità Rally e Raid, dall'edizione del 2010 è stata aggiunta la categoria "Ice Cup" (gara su neve su pista a 4 corsie) e dal 2012 anche la specialità velocità pista. Dall'anno 2017 è stato introdotto il trofeo BISTBOX, gara di velocità pista con consumo del carburante per auto analogiche. Organizzazione Tuttoslot noleggio piste

- Torino Vintage Meeting: dal 1978 raccoglie per il primo week-end di maggio gli appassionati di slot car d'epoca da tutto il mondo. Le gare si svolgono su motivi tematici prestabiliti; a margine un tradizionale mercatino specializzato[11].
- 24 ore del Verbano: dal 2003, quando si è svolta la prima edizione, la gara di Germignaga (Va) si è rapidamente affermata nel campo delle gare di durata sino ad entrare a far parte del prestigioso Campionato Europeo Endurance[12].
- Slotlandia: dal 2002 è l'unica grande manifestazione fieristica italiana dedicata al mondo delle slot-car; ormai tradizionalmente si svolge a settembre, nell'ambito del Hobby Model Expo a Novegro (Mi)[13].

## Slottisti celebri
- Beatles (musicisti e cantanti) - i Fab-Four condividevano la passione per la pista Scalextric, in particolare John Lennon pare ne fosse proprio ossessionato[14]; i quattro di Liverpool hanno tenuto anche una celebre sessione fotografica nella quale sono immortalati alle prese con pista, macchinine e pulsanti.
- Edo Bertoglio (fotografo e regista) – pilota e collezionista di slot car, ha dedicato una mostra personale itinerante, Finish Line, ad un particolare tipo di slot car caratteristico ed evocativo degli anni ‘60, le cosiddette “Thingies”[15].
- Ross Brawn (ingegnere e team manager in Formula 1) - negli anni settanta era insieme a Toni Hough titolare della HB (Hough e Brawn) che produceva telai in ottone saldato per la categoria inglese Formula 32 utilizzati con successo anche in Italia vincendo addirittura il Campionato Italiano nel 1977[16].
- Emilio Catera (musicista) - the Insane è stato a lungo un assiduo frequentatore dello Slot Palace.
- Cesareo (Davide Luca Civaschi, chitarrista del gruppo Elio e le Storie Tese) - Davide Luca Civaschi è stato un frequentatore del Club Milano 90.
- Stefano Foresta (musicista) - tra i fondatori negli anni settanta dello Slot Club Catania, vince il Campionato Siciliano a Squadre nel 1983 ed attualmente è in piena attività.
- Phil Hill (pilota automobilistico) - è stato membro del direttivo dell'American Model Car Racing Congress[17] ed appare come testimonial della Scalextric sul volume "Scalextric, a race throug time, The official 50th anniversary book".[18]
- Parnelli Jones (pilota automobilistico) - è stato membro del direttivo dell'American Model Car Racing Congress[17].
- Jochen Mass (pilota automobilistico) - appare come testimonial della Scalextric sul volume "Scalextric, a race throug time, The official 50th anniversary book".[18]
- Stirling Moss (pilota automobilistico) - è stato il testimonial commerciale della ditta inglese Aurora produttrice di piste e modelli in scala H0. A sua volta la Aurora sponsorizzava il Campionato di Formula 1 inglese denominato appunto Formula Aurora.
- Adrian Newey (ingegnere in Formula 1 con McLaren e Red Bull Racing) - Appassionato sin dall'infanzia, è in particolare collezionista di Ford GT40 Scalextric.[18]
- Emanuele Pirro (pilota automobilistico) - ha partecipato a diverse manifestazioni slottistiche come “Slotlandia” ed il Campionato Italiano Slot.it[19].
- Elvis Presley (musicista e cantante) - the King aveva nella sua magione di Graceland, in quella che adesso viene chiamata Trophy Room[20], sin dal 1966 una bellissima pista professionale commissionata per 5.000 dollari[21], oggi quella pista non esiste più soppiantata nel 1982 da un bar per i visitatori di Graceland; secondo un'altra versione la pista sarebbe stata smantellata molto prima quando The Pelvis si sarebbe velocemente stancato del suo ennesimo passatempo, comunque il tracciato, nel frattempo, è diventato il più famoso e diffuso nel mondo; quella pista, in suo onore, secondo una non comprovata ed improbabile leggenda, è denominata “Blue King”[22].
- Jean Pierre Van Rossem (parlamentare belga, scrittore, professore ed ex sponsor in F1) – è il leader assoluto della IMCA (International Model Car Association) tramite la quale organizza campionati a livello europeo e mondiale.[23]
- Frank Williams (costruttore automobilistico) - è stato perfino autore della prefazione al libro celebrativo ufficiale del cinquantennale della Scalextric, 'A race throug time'[24]; nel suo intervento Williams presenta la propria passione per le Scalextric, nonostante la prima Formula 1 costruita da Frank fosse la concorrente Politoys FX3.

## Slottisti italiani del passato
- Bruno Novarese, (1953-2008) E.C.A. - 10 volte Campione Italiano (1975, 1976, 1978, 1979, 1982, 1991, 1992, 1993, 1994)[25]. In suo onore, dal 2009, viene organizzato il Memorial Bruno Novarese dedicato ai modelli del periodo d'oro dello slot (sino al 1972).
- Franco Gianotti, (morto nel 2002) Slot Club Leonessa - Campione del Mondo Endurance 1988 (in coppia con la moglie Corinna). Dal 2004 viene ricordato nell'ambito dell'I.M.C.A. con il Franco Gianotti Trophy[26].

Franco e Corinna Gianotti dopo la Word Endurance del 1988.

- Marco D'Amato, Hobby Slot Sorrento - Uno dei più forti slottisti italiani di tutti i tempi[senza fonte], a causa di una malattia,muore prima di aver potuto iscrivere il proprio nome nell'albo d'oro dello slot italiano; il suo miglior risultato rimane il terzo posto al Campionato Italiano del 1982[27].